# پرتره شالیاپین

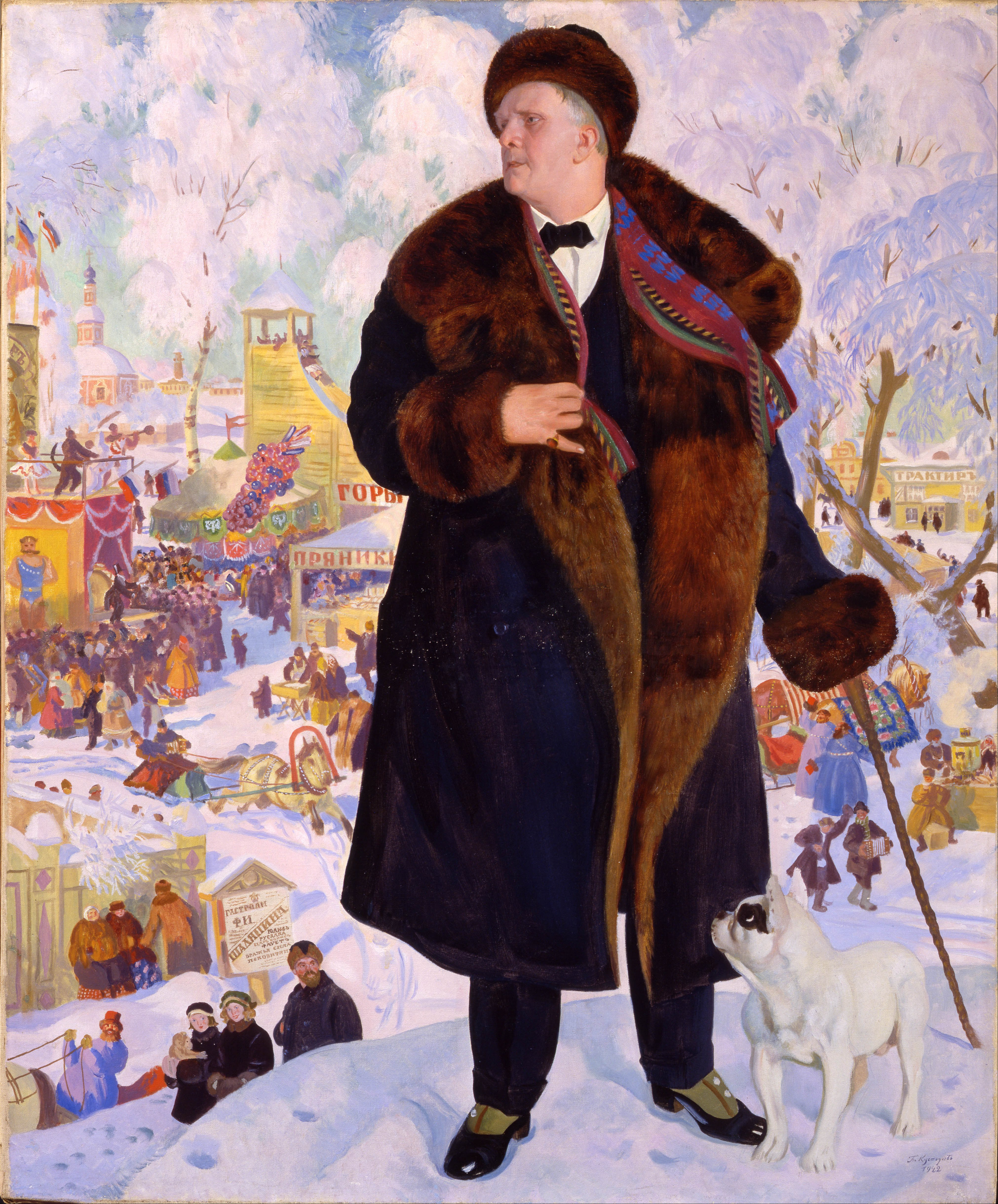
نسخه کوچک‌شده در موزه روسیه، سن پترزبورگ.

پرتره شالیاپین نقاشی اثر بوریس کوستودیف است که در سال ۱۹۲۱ در پتروگراد (سن پترزبورگ امروزی) خلق شد. در این زمان، خواننده اپرا، فئودور شالیاپین، در حال آماده شدن برای اجرا در اپرای «قدرت شیطان» اثر الکساندر سروف در تئاتر سابق مارینسکی بود. او از بوریس کوستودیف دعوت کرد تا برای این اجرا اثر هنری خلق کند.
آشوب ناشی از انقلاب‌های فوریه و اکتبر و جنگ داخلی روسیه منجر به شرایط وخیمی در شهرها شد. ارزش پول ملی کاهش یافت و تئاتر پولی برای پرداخت هزینه اجرای چالیاپین نداشت. در عوض، تئاتر یک کت خز گران‌قیمت را که از یک انبار شوروی حاوی اقلام مصادره شده از افراد ثروتمند در طول انقلاب گرفته شده بود، به چالیاپین پیشنهاد داد. چالیاپین این کت را در بازدید از کوستودیف پوشید تا از او دعوت کند تا آثار هنری را برای اجرا طراحی کند. کوستودیف در آن زمان بیمار بود و قادر به راه رفتن نبود. وقتی کوستودیف از تاریخچه کت که از صاحب قبلی آن مصادره شده بود مطلع شد، قصد خود را برای نقاشی پرتره چالیاپین با این کت اعلام کرد. بدین ترتیب یک کار دوگانه آغاز شد: فئودور چالیاپین، کوستودیف را برای کار روی صحنه به تئاتر آورد و کوستودیف پرتره چالیاپین را در خانه نقاشی کرد. دولت شوروی فقط یک اتاق کوچک را به کوستودیف اختصاص داده بود و فضای کافی برای کار روی یک بوم وجود نداشت. در عوض، کوستودیف آن را به صورت تکه‌تکه نقاشی کرد. شالیاپین هنگام ژست گرفتن دربارهٔ خودش صحبت می‌کرد و گاهی اوقات با هم آواز می‌خواندند.
پرتره چالیاپین نمونه‌ای از سبک کوستودیف است و در پس‌زمینه‌ای از جشن و سرور، به ویژه سنت‌های روسی ماسلنیتسا، قرار گرفته است. کوستودیف عنوان تصویر را شهر جدید گذاشت و شهری را به تصویر کشید که چالیاپین برای اولین بار در طول تور به آنجا رسیده بود. اما این نام ماندگار نشد و تصویر به عنوان پرتره چالیاپین شناخته شد. این تصویر پر از نمادگرایی است. چالیاپین بر فراز مردمی که از آنها ظهور کرده بود، ایستاده است. او کت و شلوار شیکی پوشیده و عصایی در دست دارد، همان‌طور که در آن زمان مد بود. کوستودیف سگ مورد علاقه چالیاپین را در این صحنه گنجانده است. در گوشه پایین سمت چپ تصویر، کوستودیف دختران چالیاپین، مری و مارتا، را نقاشی کرده است که در میدان جشن قدم می‌زنند و دوست صمیمی‌شان، منشی خواننده، آی. دووریچچین، آنها را همراهی می‌کند. آنها در نزدیکی یک پوستر تئاتر که کنسرت چالیاپین را تبلیغ می‌کند، نشان داده شده‌اند.
در سال ۱۹۲۲، شالیاپین از روسیه مهاجرت کرد و این پرتره را نیز با خود برد. در همان سال، کوستودیف یک کپی مینیاتوری از این پرتره ساخت که اکنون در موزه دولتی روسیه، سنت پترزبورگ، به نمایش گذاشته شده است. این نسخه کوچک‌تر با حفظ جزئیات چهره و لباس، نمونه‌ای از مهارت کوستودیف در بازآفرینی آثارش محسوب می‌شود و جایگاه ویژه‌ای در مجموعه آثار پرتره‌ای موزه دارد. نسخه اصلی اکنون در موزه دولتی تئاتر و موسیقی سنت پترزبورگ قرار دارد.